# Paracladius seutakanus
Paracladius seutakanus är en tvåvingeart som beskrevs av Makarchenko 2006. Paracladius seutakanus ingår i släktet Paracladius och familjen fjädermyggor. Inga underarter finns listade i Catalogue of Life.